# Bahamonde-Schnabelwal
Der Bahamonde-Schnabelwal (Mesoplodon traversii), auch Schaufelzahn-Schnabelwal genannt, ist eine Walart aus der Familie der Schnabelwale (Ziphiidae). Über die Walart ist sehr wenig bekannt. Sie gilt als die seltenste Walart der Welt, und es wurden bisher noch nie frei im Meer lebende Exemplare wissenschaftlich dokumentiert. Alle Kenntnisse beruhen auf Knochenfunden, einzelnen an Stränden angeschwemmten Individuen und darauf basierenden DNA-Analysen. Aus den Funden schließt man, dass das Verbreitungsgebiet den südlichen Pazifik umfasst, und schätzt anhand der Schädel die Länge des Bahamonde-Schnabelwals auf rund 5,5 Meter.

## Merkmale

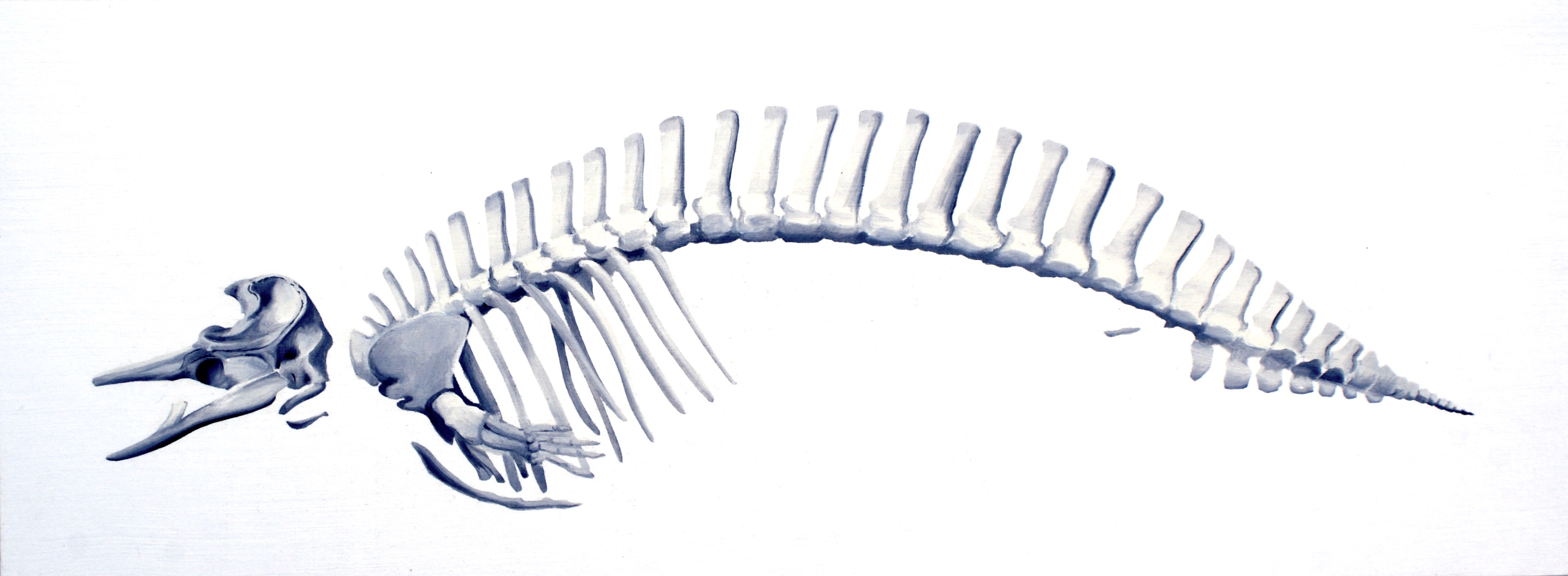
Skelett eines Bahamonde-Schnabelwals (Öl auf Papier)

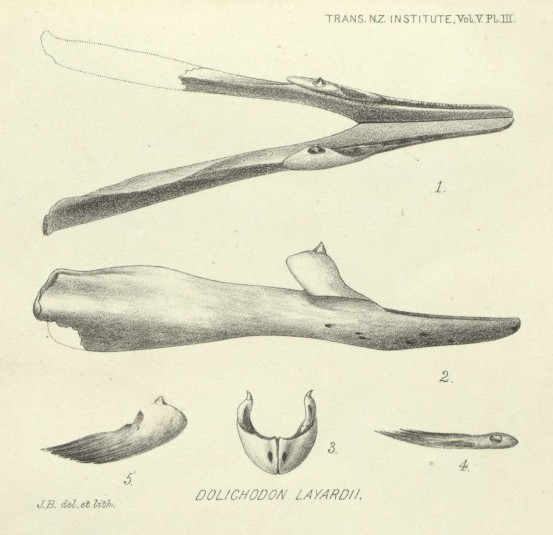
Zeitgenössische Zeichnung des Fundes von Pitt Island von 1873 (Typusexemplar).

Das ausgewachsene Weibchen des Bahamonde-Schnabelwals unterscheidet sich nur wenig von anderen, verwandten Arten der Schnabelwale: Rücken, Flossen und Schnabel sind dunkel, der Bauch ist weiß gefärbt. Der Verlauf der Mundlinie, die Rückenflosse und die Flipper haben eine ähnliche Form wie die des Camperdown-Wals (Mesoplodon grayi). Von dieser Art kann Mesoplodon traversii durch eine auffälligere Melone unterschieden werden, die eher der des Layard-Wals (M. layardii) ähnelt, sowie durch die Färbung der Schnauze, die bei Mesoplodon traversii dunkelgrau oder schwarz ist, bei ausgewachsenen Exemplaren des Layard-Wals aber weißlich ist. Weitere Merkmale sind die dunkle Region um die Augen, der weiße Bauch und die dunklen Flipper. Das einzige bekannte jugendliche Exemplar war von denen des Camperdown-Wals nicht zu unterscheiden.

## Entdeckungsgeschichte und Namensgebung

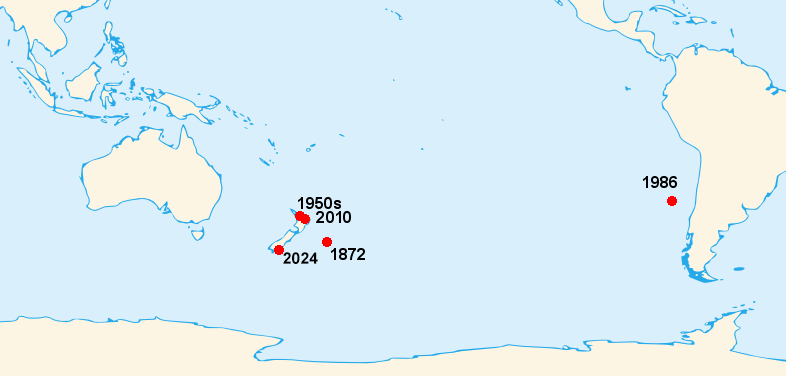
Funde des Bahamonde-Schnabelwals

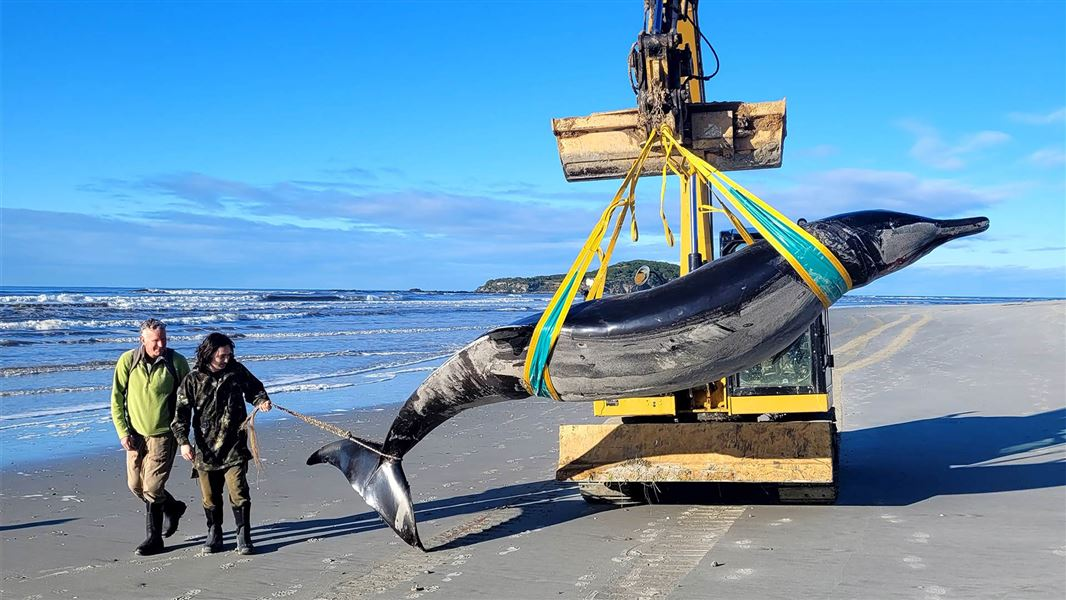
Das 2024 in Neuseeland gestrandete Exemplar beim Abtransport.

1873 wurde auf Pitt Island (Neuseeland) der Kieferknochen eines Schnabelwals gefunden, der zunächst dem Layard-Wal (damals Dolichodon layardii, heute Mesoplodon layardii) zugeordnet wurde. 1874 erkannte der britische Zoologe John Edward Gray, dass es sich um eine neue Art handelte, der er den Namen Dolichodon traversii gab. Der wissenschaftliche Artzusatz ist Henry Hammersley Travers Esq. (1844–1928) gewidmet, der den Kieferknochen fand. Ein weiterer Schädelfund, der in Neuseeland in den 1950er-Jahren auf White Island gemacht wurde und jahrzehntelang unidentifiziert im Lager der Universität von Auckland lag, wurde 1995 zunächst dem Japanischen Schnabelwal (Mesoplodon ginkgodens) zugeordnet.
1995 wurde eine Schädelkalotte beschrieben, die 1986 auf den Juan-Fernández-Inseln vor Chile (Robinson Crusoe) gefunden wurde und einer neuen Schnabelwal-Art zugeschrieben, die Mesoplodon bahamondi genannt wurde. Der Namen wurde zu Ehren von Nibaldo Bahamonde (* 1924) vergeben, von 1950 bis 1982 Leiter der Abteilung Hydrobiologie des Chilenischen Nationalmuseums für Naturgeschichte, ab 1960 Professor für Meeresbiologie an der Universidad de Chile und Gründer der Meereswissenschaften in Chile. 1999 wurde erkannt, dass dieser Fund und der White-Island-Fund der gleichen Art angehören. DNA-Analysen von 2002 zeigten schließlich, dass alle drei Funde von der gleichen Art stammten, für die gemäß der Prioritätsregel der biologischen Nomenklatur der älteste Name, also Mesoplodon traversii, übernommen wurde.
Im Dezember 2010 wurden am Opape Beach im Norden der neuseeländischen Nordinsel zwei Schnabelwale angeschwemmt, die kurze Zeit später starben. Es handelte sich um ein 5,30 Meter langes Weibchen und ihr 3,50 Meter langes männliches Kalb, die man zuerst für Camperdown-Wale (Mesoplodon grayi) hielt. Mittels DNA-Analyse konnten neuseeländische Wissenschaftler später zeigen, dass es sich bei den gestrandeten Tieren um die zuvor noch nie gesichteten Bahamonde-Schnabelwale handelte.
Am 4. Juli 2024 wurde ein etwa 5 Meter langes männliches Tier nahe Dunedin, Neuseeland, angeschwemmt, das ebenfalls der Art angehörte.
Im Dezember des Jahres wurden weitere Erkenntnisse veröffentlicht, die bei einer Obduktion gewonnen wurden. Besonders hervorgehoben wurde der Fund von winzigen, nicht voll ausgebildete Zähnen im Oberkiefer, die Rückschlüsse auf die Evolution der Tiere ermöglichen. Im Magen des 1,3 Tonnen schweren Tieres wurden Teile von Tintenfischen und parasitäre Würmer gefunden. Sein Magen hatte neun Kammern. Kopf und Hals wiesen Verletzungen auf, die möglicherweise zum Tod des Tieres geführt hatten. Diese Untersuchungen wurden in Anwesenheit von Maori durchgeführt, um „indigene und westliche Wissenssysteme zusammenzuführen“. Die Untersuchung wurde von Anton van Helden geleitet, Mitautor von früheren wissenschaftlichen Veröffentlichungen über den Bahamonde-Schnabelwal. Beteiligt war auch Joy S. Reidenberg.